# Zdravko Zupan
Zdravko Zupan (Zagabria, 7 febbraio 1950 – Belgrado, 9 ottobre 2015) è stato un fumettista, illustratore e storico dell'arte jugoslavo.
Fra i suoi lavori principali si possono citare "Tom & Jerry" (sceneggiatore: Lazar Odanović), "Zuzuko" e "Munja" (sceneggiatore: Zupan) "Mickey Mouse", "Goofy" e "Ellsworth" (sceneggiatore: François Corteggiani), "Miki i Baš-Čelik" (sceneggiatore: Nikola Maslovara)